# 캐서린 맥닐
캐서린 맥닐(Catherine McNeil, 1989년 5월 30일 ~ )은 오스트레일리아의 모델이다.